# Andrés Amorós
Andrés Amorós Guardiola (Valencia, 15 de febrero de 1941) es un ensayista, historiador y crítico literario,  Doctor y Catedrático de universidad. Además, colabora como crítico taurino en el periódico ABC y en Libertad Digital, y ha presentado diferentes programas en televisión y radio como el programa Música y Letra en la emisora EsRadio. 

## Biografía
Doctor en Filología Románica con una tesis sobre Eugenio D'Ors  y catedrático de Literatura española en la Universidad Complutense de Madrid, siempre ha mantenido una estrecha relación con el mundo del teatro. Fue miembro del Consejo Asesor del Centro Dramático Nacional bajo la dirección de José Luis Alonso (1981-83), asesor literario durante el mandato de Lluís Pasqual (1983-89), director de la Compañía Nacional de Teatro Clásico (1999-2000), director general del Instituto Nacional de las Artes Escénicas y de la Música (2000-04)  director cultural de la Fundación Juan March (para la que creó la Biblioteca de Teatro Español del siglo XX) y patrono del Festival de Almagro y de la Fundación Pro Real Escuela Superior de Arte Dramático de Madrid.
Su investigación se ha centrado en el estudio de la literatura española e hispanoamericana, especialmente en autores como Ramón Pérez de Ayala, Leopoldo Alas Clarín o Manuel Machado. Además ha analizado el teatro y la vida cultural entre los siglos XIX y XX. Entre sus libros más destacados cabe señalar Introducción a la novela contemporánea. También ha investigado la literatura de consumo, dedicando importantes trabajos a la novela rosa.
Por último, cabe señalar que ha publicado obras relevantes sobre una de sus grandes pasiones, la tauromaquia, y que dirige la colección de libros La piel de toro. Ha ejercido por muchos años como Crítico Taurino, entre otras responsabilidades, en el periódico español ABC donde sus crónicas, reseñas y notas sobre corridas de toros, novilladas u otros festejos, son muy apreciados por la carga cultural de sus escritos. Sus artículos en defensa de la Fiesta Taurina por los ataques a esta cultura o por la falta de justicia, son altamente considerados por todos los estamentos del sector taurino español y mundial.
Es Académico de Honor de la Real Academia de Cultura Valenciana y correspondiente de la Real Academia Sevillana de Bellas Letras y de la Real Academia de Bellas Artes de San Telmo de Málaga.
Entre sus  galardones destacan: el Premio Nacional de Literatura "Emilia Pardo Bazán", actual Premio Nacional de Crítica Literaria, en 1973 por Vida y literatura en "Troteras y danzaderas"; el Premio Fastenrath de la Real Academia Española en 1978 por Vida y literatura en "Troteras y danzaderas"; el Premio Nacional de Ensayo 1980 por Introducción a la literatura; el Premio de las Letras Valencianas en 1998; el Premio Joaquín Romero Murube en 2020 por Manuel y Antonio, de Sevilla;  el Premio José María de Cossío, y el Premio de Cultura de la Comunidad de Madrid.

## Obras

### Crítica, filología e historia literaria
- Introducción a la novela contemporánea. Editorial Anaya, Madrid, 1966, primera edición. ISBN 84-207-0939-5.
- Sociologia de una novela rosa. Taurus, Madrid, 1968, primera edición. OCLC 237117995.
- Eugenio d'Ors, crítico literario. Prensa Española, Madrid, 1971. ISBN 8437600251.
- Introducción a la novela hispanoamericana  actual. Anaya, Madrid, 1971, primera edición. ISBN 9788420709406.
- Vida y literatura en "Troteras y danzaderas". Castalia, Madrid, 1973, primera edición, ISBN 978-84-7039-145-3.
- Subliteraturas, Ariel, Esplugues de Llobregat, 1974, primera edición. ISBN 978-84-344-8311-8.
- Análisis de cinco comedias: teatro español de la posguerra. Clásicos Castalia, Madrid, 1977. Escrito en colaboración con Marina Mayoral y Francisco Nieva). ISBN 978-84-7039-255-9.
- Introducción a la literatura. Castalia, Madrid, 1979, primera edición. ISBN 978-84-7039-324-2.
- Antología comentada de la literatura española. Siglo XVIII. Castalia, Madrid, 1999, primera edición. Escrita en colaboración con Manuel Camarero, Tomás Pérez Viejo, Miguel Ángel Marzal. ISBN 978-84-7039-803-2.
- Antología comentada de la literatura española. Siglo XIX. Castalia, Madrid, 1999, primera edición. Escrita en colaboración con Manuel Camarero, Tomás Pérez Viejo, Miguel Ángel Marzal. ISBN 978-84-7039-840-7.
- Momentos mágicos de la literatura. Castalia, Madrid, 1999, primera edición. ISBN 978-84-7039-801-8.
- La Obra literaria de don Juan Valera : la "musica de la vida". Castalia, Madrid, 2005, primera edición. ISBN 978-84-9740-151-7.

### Tauromaquia
- Toros y cultura. Espasa-Calpe, Madrid, 1987, primera edición. ISBN 978-84-239-5407-0.
- Diez toreros de Madrid.Hathor, Madrid, 1988, primera edición. ISBN 978-84-86879-02-0.
- La tauromaquia de Marcial Lalanda. Espasa-Calpe, Madrid, 1988, primera edición. ISBN 978-84-239-5411-7.
- Lenguaje taurino y sociedad. Espasa-Calpe, Madrid, 1990, primera edición. ISBN 978-84-239-5432-2.
- Escritores ante la fiesta : (de Antonio Machado a Antonio Gala). Egartorre, Madrid, 1993, primera edición. ISBN 978-84-87325-08-3.
- La lidia : diccionario de tauromaquía. Temas de Hoy, Madrid, 1996. ISBN 978-84-7880-633-1.
- Suertes y toreros. Compañía Europea de Comunicación e Información, Madrid, 1996, primera edición. Fascículos. ISBN 84-7969-349-5.
- Ignacio Sánchez Mejías. Alianza, Madrid, 1998, primera edición. ISBN 978-84-206-3857-7.
- Toros, cultura y lenguaje. Espasa-Calpe, Madrid, 1999, primera edición. ISBN 978-84-239-8761-0.
- El Llanto por Ignacio Sánchez Mejías de Federico García Lorca. Biblioteca Nueva, Madrid, 2000, primera edición. ISBN 978-84-7030-790-4.
- Enrique Ponce : un torero para la historia. La Esfera de los Libros, Madrid, 2013, primera edición. ISBN 978-84-9970-676-4.
- La inteligencia del toreo : de Marcial Lalanda a Vargas Llosa. El Paseillo, Córdoba, 2023, primera edición. ISBN 978-84-126357-4-4.

### Creación
- Diario cultural. Espasa-Calpe, Madrid, 1983, primera edición. ISBN 978-84-239-2111-9.
- Ludia. Rialp, Madrid, 1983, primera edición. ISBN 978-84-321-2209-5.
- Me llaman Simeón. Aitana, Altea, 1996, primera edición. ISBN 978-84-86156-45-9.
- Don Quijote : ópera en un acto. Libreto de la ópera Don Quijote, estrenada en Madrid en febrero de 2000, con música de Cristóbal Halffter. Fundación del Teatro Lírico (Teatro Real), Madrid, 2000. OCLC 1025130031.
- El juego de las parejas. Biblioteca Nueva, Madrid, 2004, primera edición. ISBN 978-84-9742-327-4.
- Cartas a Eduardo Marquina. Castalia, Madrid, 2005, primera edición. ISBN 978-84-9740-141-8.
- La nueva vida de Alfonso Quesada. Castalia, Madrid, 2006, primera edición. ISBN 978-84-9740-206-4.

### Ediciones
- La pata de la raposa, de Ramón Pérez de Ayala. Labor, Barcelona, 1970. OCLC 802487147.
- Tinieblas en las cumbres, de Ramón Pérez de Ayala. Castalia, Madrid, 1971. OCLC 802487166.
- Troteras y danzaderas, de Ramón Pérez de Ayala. Castalia, Madrid, 1973. OCLC 801922264.
- Cincuenta años de cartas íntimas 1904-1956 a su amigo Miguel Rodríguez-Acosta, de Ramón Pérez de Ayala. Castalia, Madrid, 1980. ISBN 9788470393655.
- Tigre Juan y El curandero de su honor, de Ramón Pérez de Ayala. Castalia, Madrid, 1982. ISBN 9788470393617.
- A.M.D.G. : la vida en los colegios de jesuitas, de Ramón Pérez de Ayala. Cátedra, Madrid, 1983. ISBN 9788437603988.
- Don Juan Tenorio, de José Zorrilla. J. García Verdugo, Madrid, 1985. ISBN 978-84-86217-13-6.
- La carroza de plomo candente y Coronada y el toro, de Francisco Nieva. Espasa-Calpe, Madrid, 1986. ISBN 978-84-239-2146-1.
- Los buenos días perdidos y Anillos para una dama, de Antonio Gala. Castalia, Madrid, 1987. ISBN 978-84-7039-504-8.
- Rayuela, de Julio Cortázar. Cátedra, Madrid, 1989. ISBN 978-84-376-0457-2.
- Belarmino y Apolonio, de Ramón Pérez de Ayala. Cátedra, Madrid, 1989. ISBN 978-84-376-0074-1.
- El álbum familiar y Bajarse al moro de José Luis Alonso de Santos. Espasa-Calpe, Madrid, 1992. ISBN 978-84-239-7260-9.
- La señorita de Trevélez y ¡Que viene mi marido!, de Carlos Arniches. Cátedra, Madrid, 1995. ISBN 978-84-376-1386-4.
- La última corrida, de Elena Quiroga. Castalia, Madrid, 1995. ISBN [[Especial:FuentesDeLibros/	978-84-7039-710-3|	978-84-7039-710-3]].
- La verbena de la Paloma, de Ricardo de la Vega. Biblioteca Nueva, Madrid, 1998. ISBN 978-84-7030-556-6.
- El verdugo de Sevilla, de Pedro Muñoz Seca. Biblioteca Nueva, Madrid, 1998. ISBN 978-84-7030-518-4.
- El ingenioso hidalgo don Quijote de la Mancha, de Miguel de Cervantes. SM, Madrid, 1999. ISBN 978-84-348-6594-5.
- La venganza de Don Mendo, de Pedro Muñoz Seca. Biblioteca Nueva, Madrid, 1999. ISBN 978-84-7030-701-0.
- La cena de los generales, de José Luis Alonso de Santos. Castalia, Madrid, 2009. ISBN 978-84-9740-284-2.
- La estanquera de Vallecas y La sombra del Tenorio, de José Luis Alonso de Santos. Castalia, Madrid, 2010. ISBN 978-84-9740-339-9.
- Pepita Jiménez, de Juan Valera. Espasa-Calpe, Madrid, 2011. ISBN 9788467036602.
- Entremeses, de Miguel de Cervantes. Castalia, Madrid, 2012. ISBN 978-84-9740-453-2.
- Biblioteca oro : Editorial Molino y la literatura popular. 1933-1956, de Fernando Eguidazu Palacios y Antonio González Lejárraga. Ulises, Sevilla, 2015. ISBN 978-84-16300-38-9.
- Música de las esferas : veintiún relatos breves, de José Luis Téllez. Fórcola, Madrid, 2021. ISBN 9788417425838.

### Ensayos
- La zarzuela de cerca. Espasa-Calpe, Madrid, 1987, primera edición. Escrito en colaboración con Carlos-José Costas. ISBN 978-84-239-1677-1.
- Luces de candilejas : los espectáculos en España (1898-1939). Espasa-Calpe, Madrid, 1991, primera edición. Escrito en colaboración con Eduardo Haro Tecglen. ISBN 978-84-239-1996-3.
- Historia de los espectáculos en España. Castalia, Madrid, 1999. Escrito en colaboración con José María Díez Borque. ISBN 978-84-7039-825-4.
- La vuelta al mundo en 80 músicas. La esfera de los Libros, Madrid, 2018. ISBN 978-84-9164-256-5.
- Tócala otra vez, Sam. Las mejores músicas de cine. Fórcola, Madrid, 2019. ISBN 978-84-17425-34-0.
- Maestros y amigos. Semblanzas y recuerdos. Fórcola, Madrid, 2020. ISBN 978-84-17425-68-5.
- Las cosas de la vida. Guía para perplejos. Fórcola, Madrid, 2022. ISBN 978-84-17425-95-1.
- Filosofía vulgar: la verdad de los refranes. Fórcola, Madrid, 2023. ISBN 978-84-19969-01-9.